# Billy Connolly
Pour les articles homonymes, voir Connolly.
William Connolly dit Billy Connolly, né le 24 novembre 1942 à Glasgow en Écosse, est un humoriste, acteur, compositeur, scénariste et producteur britannique.

## Filmographie

### Comme acteur
- 1978 : Absolution : Blakey
- 1980 : Worzel Gummidge: A Cup o' Tea an' a Slice o' Cake : Bogle McNeep
- 1982 : Blue Money (TV) : Des
- 1983 : Bullshot : Hawkeye McGillicuddy
- 1984 : Tickle on the Tum (série télévisée)
- 1985 : Ouragan sur l'eau plate (Water) : Delgado
- 1986 : To the North of Katmandu
- 1986 : Sois prof et tais-toi! ("Head of the Class") (série télévisée) : Billy MacGregor (1990-1991)
- 1987 : The Hunting of the Snark : The Bellman
- 1989 : Le Retour des mousquetaires (The Return of the Musketeers) : Caddie
- 1990 : The Big Man : Frankie
- 1992 : Billy (série télévisée) : Billy MacGregor
- 1993 : Down Among the Big Boys (TV) : Jo Jo Donnelly
- 1993 : Proposition indécente (Indecent Proposal) : Auction MC
- 1995 : Pocahontas : Ben (voix)
- 1996 : L'Île au trésor des Muppets (Muppet Treasure Island) : Billy Bones
- 1997 : Deacon Brodie (TV) : Deacon Brodie
- 1997 : Le Ninja de Beverly Hills (Beverly Hills Ninja) : Japanese Antique Shop Proprietor
- 1997 : La Dame de Windsor (Mrs. Brown) : John Brown
- 1997 : Paws : PC (voix)
- 1998 : Middleton's Changeling : Alibius
- 1998 : Les Imposteurs (The Impostors) : Mr. Sparks, the Tennis Pro
- 1998 : Still Crazy : De retour pour mettre le feu (Still Crazy) : Hughie
- 1999 : The Debt Collector : Nickie Dryden
- 1999 : Les Anges de Boston (The Boondock Saints) : Il Duce
- 2000 : Columbo - Meurtre en musique Saisons 14 à 18 de Columbo (Columbo: Murder with Too Many Notes) (TV) : Findlay Crawford
- 2000 : Une blonde en cavale (Beautiful Joe) : Joe
- 2000 : Pile poil (An Everlasting Piece) : Scalper
- 2001 : Gentlemen's Relish (TV) : Kingdom Swann
- 2001 : Gabriel & Me : Gabriel
- 2001 : Who Is Cletis Tout? : Dr. Savian
- 2001 : Prince charmant (Prince Charming) (TV) : Hamish
- 2001 : The Man Who Sued God : Steve Myers
- 2002 : Billy Connolly: Live 2002 (vidéo)
- 2002 : Laurier blanc (White Oleander) : Barry Kolker
- 2003 : Prisonniers du temps (Timeline) : Prof. E.A. Johnston
- 2003 : Le Dernier Samouraï (The Last Samurai) : Zebulon Gant
- 2004 : Les Désastreuses aventures des orphelins Baudelaire (Lemony Snicket's A Series of Unfortunate Events) : Oncle Monty
- 2006 : Garfield: A Tail of Two Kitties : Dargis
- 2006 : Les Rebelles de la forêt (Open Season) : McSquizzy (voix)
- 2007 : Fido
- 2008 : X-Files : Régénération de Chris Carter : Le père Joseph Crissman
- 2009 : Les Anges de Boston 2 (The Boondock Saints 2, All Saints Day), de Troy Duffy : Il Duce,Noah
- 2010 : Les Voyages de Gulliver (Gulliver's Travels), de Rob Letterman : Le Roi Théodore
- 2012 : Dr House, Saison 8 : Thomas Bell
- 2012 : Rebelle (Brave) de Mark Andrews : le roi Fergus
- 2012 : Quartet de Dustin Hoffman
- 2014 : Le Hobbit : La Bataille des Cinq Armées : Dáin
- 2015 : Ce week-end-là... (What We Did on Our Holiday), de Andy Hamilton et Guy Jenkin : Gordy McLeod

### Comme scénariste
- 1976 : Big Banana Feet
- 1976 : Connolly (TV)
- 1978 : Billy Connolly in Concert (TV)
- 1981 : The Secret Policeman's Ball
- 1981 : Billy Connolly 'Bites Yer Bum!' (vidéo)
- 1982 : The Pick of Billy Connolly (vidéo)
- 1985 : An Audience with Billy Connolly (TV)
- 1986 : Comic Relief (TV)
- 1987 : Billy and Albert: Billy Connolly at the Royal Albert Hall (vidéo)
- 1991 : Billy Connolly Live at the Odeon Hammersmith London (vidéo)
- 1992 : 25 B.C.: The Best of 25 Years of Billy Connolly (vidéo)
- 1994 : World Tour of Scotland (TV)
- 1994 : Billy Connolly Live 1994 (vidéo)
- 1995 : Two Bites of Billy Connolly (vidéo)
- 1996 : A Scot in the Arctic (TV)
- 1997 : Billy Connolly: Two Night Stand (vidéo)
- 1998 : 30 Years of Billy Connolly (feuilleton TV)
- 1999 : Erect for 30 Years (TV)
- 2002 : Billy Connolly World Tour of Ireland, Wales and England (TV)

### Comme compositeur
- 1976 : Big Banana Feet
- 1982 : The Pick of Billy Connolly (vidéo)
- 1992 : 25 B.C.: The Best of 25 Years of Billy Connolly (vidéo)
- 1998 : 30 Years of Billy Connolly (feuilleton TV)

### Comme producteur
- 2004 : World Tour of New Zealand (série télévisée)

### Vie privée
Connolly a épousé Iris Pressagh en 1969. Ils se sont séparés en 1981 et ont divorcé en 1985.
Il a ensuite épousé Pamela Stephenson aux Fidji, le 20 décembre 1989, il vivait avec elle depuis 1981.
Connolly est père de cinq enfants: deux de son premier mariage et trois de son second. Il est devenu grand-père en 2001, lorsque sa fille Cara a donné naissance à un garçon : Walter.

### Ascendance
Le grand-père paternel de Connolly, que - comme sa grand-mère paternelle - Connolly n'a jamais rencontré, était un immigrant irlandais qui a quitté l'Irlande à l'âge de dix ans. Son arrière-arrière-arrière-grand-père (Charles Mills, un garde côte , 1796–1870) et son arrière-arrière-grand-mère (Bartholomew Valentine Connolly) étaient du Connemara. 
Son père était William Connolly; sa mère, Mary "Mamie" McLean, était du clan Maclean du château de Duart sur l'île de Mull sur la côte ouest de l' Écosse. Le père de Mamie, Neil, était protestant et sa mère, Flora, était une catholique romaine qui «faisait des arrangements clandestins pour que les enfants soient baptisés catholiques», même s'ils étaient «formellement élevés comme protestants». Ses grands-parents maternels ont déménagé à l'intérieur des terres à Finnieston Street, Glasgow, au début des années 1900. 
Son arrière-arrière-arrière-grand-père maternel, John O'Brien, a combattu au siège de Lucknow pendant la rébellion indienne de 1857. Il a été blessé pendant le long siège par une balle à l'épaule gauche. Il a épousé une fille indienne de 13 ans appelée Matilda. Ils ont eu quatre enfants et se sont installés à Bangalore après son service militaire.

### Distinctions
Le 11 juillet 2001, Connolly a reçu un doctorat honorifique en lettres de l’Université de Glasgow. 
En 2003, le BAFTA lui a décerné un  Lifetime Achievement Award. 
Durant les Queen's Birthday Honours de 2003, Connolly a été nommé Commandeur de l' Ordre de l'Empire britannique (CBE), pour « services au divertissement ». 
Le 4 juillet 2006, Connolly a reçu un doctorat honorifique de la  Royal Scottish Academy of Music and Drama (RSAMD) de Glasgow, pour ses services aux arts du spectacle. 
Le 18 mars 2007 et à nouveau le 11 avril 2010, Connolly a été nommé numéro un des « 100 Greatest Stand-Ups » de Channel 4. 
Le 22 juillet 2010, Connolly a reçu un doctorat honorifique en lettres (D.Litt.) de l'Université de Nottingham Trent. 
Le 20 août 2010, Connolly a été nommé Freeman de Glasgow, avec l'attribution de la distinction Freedom of the City.
Le 10 décembre 2012, Connolly a décroché son BAFTA Scotland Award for Outstanding Achievement in Television and Film qui lui a été remis durant son interview BAFTA, A Life in Pictures, au Old Fruitmarket, Glasgow. 
En janvier 2016, il a reçu le prix de reconnaissance spéciale aux National Television Awards pour honorer sa carrière. 
Lors des Queen's Birthday Honours 2017, Connolly a été fait Chevalier pour « services au divertissement et à la charité ». 
Le 22 juin 2017, Connolly a reçu un doctorat honoris causa de l'Université de Strathclyde à Glasgow. 
En novembre 2019, le Glasgow Times a désigné Connolly comme « le plus grand Glasgovien » à la suite d'un sondage public.
À partir de 2017, Glasgow compte au moins trois peintures de pignon à grande échelle représentant Connoly, commandées par BBC Scotland, et une ferronnerie murale commandée par la Sanctuary Scotland Housing Association le représentant.

## Voix françaises
| - Gabriel Le Doze dans : - Garfield 2 - Quartet - Richard Leblond (*1944 - 2018) dans : - Les Voyages de Gulliver - Le Hobbit : La Bataille des Cinq Armées | Et aussi - Michel Blanc (*1952 - 2024) dans Ouragan sur l'eau plate - Michel Papineschi dans The Big Man - Marc Alfos (*1956 - 2012) dans Pocahontas : Une légende indienne (voix) - Sylvain Lemarié (*1952 - 2023) dans Still Crazy : De retour pour mettre le feu - Jean Roche (*1937 - 2023) dans Columbo (série télévisée) - Bernard-Pierre Donnadieu (*1949 - 2010) dans Prisonniers du temps - Yves Barsacq (*1931 - 2015) dans Le Dernier Samouraï - Michel Mella dans Les Désastreuses Aventures des orphelins Baudelaire - Michel Ruhl (*1938 - 2022) dans X-Files : Régénération - Vincent Grass dans Les Anges de Boston 2 |